# جرابتوليت

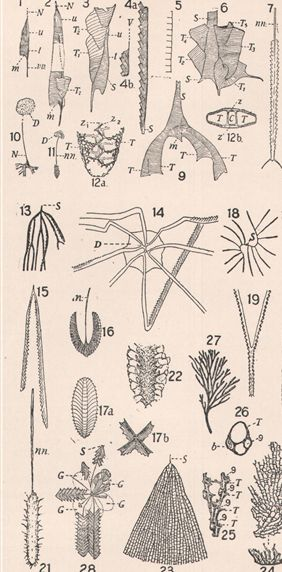
أنواع الجرابتوليت من موسوعة بريتانيكا

جرابتوليت أو الخطيات أو شست القرابتوليت (الاسم العلمي: Graptolites) أو (Graptolithinia)، هي مجموعة من الحيوانات المنقرضة التي كانت تبني مستعمرات وانتشرت على نحو كبير خلال الحقب القديم المبكر ،وتميزت بوجود هيكل خارجي كيتيني مكون من صفوف من الكؤوس أو الأنابيب التي كانت مسكنا للحيوان، وهذه الكؤوس نمت على طول جذوع مفردة أو متفرعة. وكانت هذه الجذوع ملتصقة بصخور أو أعشاب بحرية أو أي أحسام أخرى كما التصقت بعض أجناس الجربتوليت بأجسام عائمة وبذلك أصبح لها توزيع جغرافي متسع.
ويوجد شك كبير في وضع هذه الحيونات في تقسيم المملكة الحيوانية، فقد اعتبرها العلماء في تقسيمات قديمة ضمن طوائف الهيدريات أو الفنجانيات أو كطائفة مستقلة (الجرابتوزوا) داخل قبيلة الجوفمعويات، كما اعتبرها علماء آخرون ضمن قبيلة الحزازيات، لكن الأبحاث الحديثة تفترض ان الجرابتوليت هي مجموعة ضمن الحبليات المنقرضة.
وقد وجدت حفريات الجرابتوليت في صخور تتراوح من الكمبري حتى الميسيسبي (يناظر التسمية الأوروبية الكربوني الأسفل) وهي ذات فائدة خاصة كحفريات دليلية في بعض تكوينات الطفلة الصفحية السوداء والتي نتتمي للأوردوفيشي والسيلوري وفيما تظهر الجرابتوليت كبقايا كربونية مسطحة.
وجاء اسمها لان حفريتها تشبه الكتابة على الحجر إذا ان «جرابتو» باليونانية تعني كتابة و«ليث» بمعنى الصخر.